# Cobi
Cobi foi o mascote oficial dos Jogos Olímpicos de Verão de 1992 disputados em Barcelona, Catalunha. 
Cobi é um cão da raça pastor catalão desenhado em estilo cubista inspirado na interpretação de Picasso da obra Las Meninas, de  Velázquez. Cobi foi desenhado por Javier Mariscal. O mascote foi apresentado ao público em 1987. Seu nome foi derivado do Comité Organizador dos Jogos Olímpicos de Barcelona (Coob).
Antes e durante os Jogos, Cobi foi mostrado em uma série de propagandas de patrocinadores olímpicos, tais como Coca-Cola, Brother Industries e Danone. Ele já teve sua própria série de TV Cobi e sua turma. Ele também apareceu em uma extensa variedade de lembranças, apelidada de Cobiana, que provou ser uma fonte de renda lucrativa. Durante os Jogos, um Cobi inflável foi amarrado ao cais de Barcelona, além de estar presente em telões pela cidade e em diversos tipos de merchandising. De acordo com o Comitê Olímpico Internacional, Cobi, juntamente com Misha, foi um dos mais populares e bem sucedidos mascotes olímpicos comercialmente. 